# تاكاأكي هامورا
تاكاأكي هامورا (باليابانية: 本村 武揚) (مواليد 20 يونيو 1997) هو لاعب كرة قدم ياباني.

## وصلات خارجية
- تاكاأكي هامورا على موقع رابطة كرة القدم اليابانية للمحترفين (اليابانية)
- تاكاأكي هامورا على موقع قاعدة بيانات كرة القدم.إي يو (الإنجليزية)
- تاكاأكي هامورا على موقع Soccerway.com (الإنجليزية)
- تاكاأكي هامورا على موقع عالم كرة القدم.نت (الإنجليزية)